# Liste des épisodes de La Bande à Picsou (série télévisée d'animation, 2017)
Pour les épisodes de la série d'animation de 1987, voir Liste des épisodes de La Bande à Picsou (série télévisée d'animation, 1987).
Ce qui suit est la liste des épisodes de la série télévisée d'animation La Bande à Picsou (2017). Cette série est un reboot d'une autre du même nom créée en 1987. Comme la précédente, elle basée sur le personnage de Picsou et les bandes dessinées de Carl Barks.
Les principaux protagonistes sont Picsou, ses neveux et petits-neveux Donald, Riri, Fifi et Loulou, ainsi que plusieurs personnages déjà apparu dans La Bande à Picsou 1987 ou créés spécialement pour la série.

## Épisodes
| Saison | Saison | Épisodes | États-Unis      | États-Unis        | France            | France          |
| Saison | Saison | Épisodes | Début           | Fin               | Début             | Fin             |
| ------ | ------ | -------- | --------------- | ----------------- | ----------------- | --------------- |
|        | 1      | 23       | 12 août 2017    | 18 août 2018      | 1er décembre 2017 | 23 février 2019 |
|        | 2      | 24       | 20 octobre 2018 | 12 septembre 2019 | 8 avril 2019      | 28 octobre 2020 |
|        | 3      | 22       | 4 avril 2020    | 15 mars 2021      | 2 décembre 2020   | 19 mai 2021     |

L'ordre et la numérotation des épisodes présentés ici correspondent aux informations officielles relayées par la production et à la diffusion originale aux États-Unis (le site de référence Allociné.fr respecte le même classement). On notera que l’ordre de la diffusion française peut varier et que le service Disney+ possède sa propre numérotation, qui divise les épisodes doubles en deux parties.

### Saison 1 (2017-2018)
| №, | Titre français, | Titre original                                | Réalisation                       | Diffusion française | Diffusion originale | Code production. |  |
| -- | --- | --------------------------------------------- | --------------------------------- | ------------------- | ------------------- | ---------------- |  |
| 1  | La Bande à Picsou et l'Atlantide ! | Woo-oo!                                       | Dana Terrace, John Aoshima        | 1er décembre 2017   | 12 août 2017        | 101102           |  |
| 1  | Scénario : Francisco Angones, Colleen Evanson, Noelle Stevenson, Madison Bateman, Nate Federman, Matt Youngberg Mise en scène : Francisco Angones |                                               |                                   |                     |                     |                  |  |
| 1  | Donald Duck n'a pas le choix : pour se rendre à son entretien d'embauche, il doit laisser ses trois neveux Riri, Fifi et Loulou à son oncle Balthazar Picsou, avec qui il est en froid depuis 10 ans. Déçu de rencontrer un milliardaire aigri, les triplés vont découvrir avec Zaza, la petite-fille de la gouvernante de Picsou, que les histoires des aventures du canard sont vraies et que leur oncle Donald y a pris part.                                                                                                 |                                               |                                   |                     |                     |                  |  |
|    | |                                               |                                   |                     |                     |                  |  |
| 2  | Excursion au pays des jeux ! | Daytrip of Doom!                              | Dana Terrace                      | 7 janvier 2018      | 23 septembre 2017   | 103              |  |
| 2  | Scénario : Francisco Angones, Colleen Evanson, Bob Snow, Matt Youngberg, Madison Bateman, Christian Magalhaes, Rachel Vine Mise en scène : Rachel Vine |                                               |                                   |                     |                     |                  |  |
| 2  | Riri, Fifi et Loulou emmènent Zaza dans leur lieu favori, Funso, afin de la sortir du manoir de Picsou. Au manoir, Donald se heurte à Mamie Baba sur la façon dont il compte vivre chez son oncle. Remarque : Flagada n’apparaît pas dans cet épisode. |                                               |                                   |                     |                     |                  |  |
|    | |                                               |                                   |                     |                     |                  |  |
| 3  | À la recherche de la pièce fétiche ! | The Great Dime Chase!                         | John Aoshima                      | 14 janvier 2018     | 23 septembre 2017   | 104              |  |
| 3  | Scénario : Francisco Angones, Colleen Evanson, Bob Snow, Madison Bateman, Christian Magalhaes, Matt Youngberg Mise en scène : Madison Bateman |                                               |                                   |                     |                     |                  |  |
| 3  | En voyant que Loulou profite des largesses permises par sa fortune, Picsou l'emmène à son bureau afin de lui enseigner la valeur du travail. Fifi et Zaza profitent du trajet pour se rendre dans les archives du milliardaire, espérant y découvrir le secret de la disparition de Della Duck, la mère de Riri, Fifi et Loulou. Remarque : Riri Donald et Mamie Baba n’apparaissent pas dans cet épisode. |                                               |                                   |                     |                     |                  |  |
|    | |                                               |                                   |                     |                     |                  |  |
| 4  | Un anniversaire chez les Rapetou ! | The Beagle Birthday Massacre!                 | Dana Terrace                      | 21 janvier 2018     | 30 septembre 2017   | 105              |  |
| 4  | Scénario : Francisco Angones, Colleen Evanson, Bob Snow, Madison Bateman, Christian Magalhaes Mise en scène : Bob Snow |                                               |                                   |                     |                     |                  |  |
| 4  | Alors que Zaza se retrouve seule pendant une sortie en bateau de Riri, Fifi et Loulou, elle rencontre Lena et la suit dans une virée qui va l’amener à recroiser la grande famille Rapetou. Remarque : Picsou, Flagada, Donald et Mamie Baba n’apparaissent pas dans cet épisode. |                                               |                                   |                     |                     |                  |  |
|    | |                                               |                                   |                     |                     |                  |  |
| 5  | Le Peuple souterrain ! | Terror of the Terra-firmians!                 | Dana Terrace                      | 4 février 2018      | 7 octobre 2017      | 106              |  |
| 5  | Scénario : Francisco Angones, Madison Bateman, Colleen Evanson, Christian Magalhaes, Bob Snow Mise en scène : Christian Magalhaes |                                               |                                   |                     |                     |                  |  |
| 5  | Après avoir vu un film d'horreur sur les "monstres taupes", Riri, Zaza et Lena partent explorer les tunnels abandonnés du métro afin de vérifier l’existence des "Terra-terriens", un mythique peuple souterrain. Pendant ce temps, Mamie Baba a bien du mal à convaincre un Flagada devenu paranoïaque que les "monstres taupes" n'existent pas et se méfie de l'influence de Lena sur Zaza. Remarque : Picsou et Donald n’apparaissent pas dans cet épisode.                                                                   |                                               |                                   |                     |                     |                  |  |
|    | |                                               |                                   |                     |                     |                  |  |
| 6  | La Malédiction du jeu ! | The House of the Lucky Gander!                | Matthew Humphreys, Tom Ownes      | 28 janvier 2018     | 14 octobre 2017     | 107              |  |
| 6  | Scénario : Francisco Angones, Madison Bateman, Colleen Evanson, Christian Magalhaes, Bob Snow Mise en scène : Christian Magalhaes |                                               |                                   |                     |                     |                  |  |
| 6  | Alors que Picsou voulait partir explorer un temple à Macao et trouver un criquet d'or avec ses neveux et Zaza, ils se retrouvent à faire un détour par un casino où Gontran a élu domicile. En cherchant à quitter les lieux, ils vont découvrir que le canard chanceux est en fait prisonnier d'un démon se nourrissant de sa chance. Remarque : Mamie Baba n’apparaît pas dans cet épisode. |                                               |                                   |                     |                     |                  |  |
|    | |                                               |                                   |                     |                     |                  |  |
| 7  | Le stage infernal chez Mark Beaks ! | The Infernal Internship of Mark Beaks!        | John Aoshima                      | 11 février 2018     | 21 octobre 2017     | 108              |  |
| 7  | Scénario : Francisco Angones, Coleen Evanson, Bob Snow, Madison Bateman, Christian Magalhaes Mise en scène : Colleen Evanson |                                               |                                   |                     |                     |                  |  |
| 7  | Lors d'un passage au club des milliardaires de Canardville, Picsou et Gripsou croisent le nouveau membre, Mark Beaks, jeune créatif ayant fait fortune dans les nouvelles technologies et qui énerve vite les deux vieux canards écossais, prêts à mettre de côté leur inimitié pour se débarrasser du nouveau venu. Riri et Fifi sont en revanche fascinés par Beaks et vont se disputer un poste de stagiaire dans son entreprise. Remarque : Loulou, Zaza, Flagada, Donald et Mamie Baba n’apparaissent pas dans cet épisode. |                                               |                                   |                     |                     |                  |  |
|    | |                                               |                                   |                     |                     |                  |  |
| 8  | Les Momies vivantes de Toth-Ra ! | The Living Mummies of Toth-Ra!                | Dana Terrace                      | 18 février 2018     | 28 octobre 2017     | 109              |  |
| 8  | Scénario : Francisco Angones, Madison Bateman, Colleen Evanson, Christian Magalhaes, Bob Snow, Madison Bateman Mise en scène : Madison Bateman |                                               |                                   |                     |                     |                  |  |
| 8  | Picsou emmène sa famille dans l'exploration d'une pyramide perdue à la recherche des trésors du pharaon Toth-Ra. Zaza et Loulou se retrouvent dans la chambre aux trésors, pendant que le reste découvre qu'au lieu de momies, les pierres renferment un village de personnes bien vivantes. Remarque : Donald et Mamie Baba n’apparaissent pas dans cet épisode. |                                               |                                   |                     |                     |                  |  |
|    | |                                               |                                   |                     |                     |                  |  |
| 9  | Le Sommet Du Mont Neverrest ! | The Impossible Summit of Mt. Neverrest!       | Tom Owens, Matt Youngberg         | 25 février 2018     | 2 décembre 2017     | 110              |  |
| 9  | Scénario : Francisco Angones, Madison Bateman, Colleen Evanson, Christian Magalhaes, Bob Snow, Noelle Stevenson, Matt Youngberg, Francisco Angones et Noelle Stevenson Mise en scène : Francisco Angones & Noelle Stevenson |                                               |                                   |                     |                     |                  |  |
| 9  | Pour Noël, Picsou emmène les neveux, Zaza et Flagada réaliser un vieux rêve : atteindre le sommet du Mont Neverrest, une montagne inexplorée. Ils vont alors découvrir que la montagne cache un incroyable secret. |                                               |                                   |                     |                     |                  |  |
|    | |                                               |                                   |                     |                     |                  |  |
| 10 | La Lance de Sélène ! | The Spear of Selene !                         | Dana Terrace                      | 19 mai 2018         | 4 mai 2018          | 111              |  |
| 10 | Scénario : Francisco Angones, Madison Bateman, Colleen Evanson, Christian Magalhaes, Bob Snow Mise en scène : Madison Bateman |                                               |                                   |                     |                     |                  |  |
| 10 | Alors qu'ils survolent la Grèce, Picsou, les neveux, Donald, Zaza et Flagada sont pris dans un orage et font un atterrissage d'urgence sur l'île d'Ithaqwack, terre des anciens dieux que Donald et Picsou connaissent bien. Pendant que Zaza et Fifi profitent de l'occasion pour en savoir plus sur la lance de Selène, les autres répondent au défi des dieux grecs. |                                               |                                   |                     |                     |                  |  |
|    | |                                               |                                   |                     |                     |                  |  |
| 11 | Attention au C.O.P.A.I.N ! | Beware the B.U.D.D.Y. System !                | John Aoshima                      | 2 juin 2018         | 11 mai 2018         | 112              |  |
| 11 | Scénario : Francisco Angones, Madison Bateman, Colleen Evanson, Christian Magalhaes, Bob Snow Mise en scène : Francisco Angones |                                               |                                   |                     |                     |                  |  |
| 11 | Flagada, se sentant menacé par la toute nouvelle invention de Mark Beaks, recrute le brillant scientifique Gérard Mentor pour le battre dans une course de voitures sur un circuit piégé. |                                               |                                   |                     |                     |                  |  |
|    | |                                               |                                   |                     |                     |                  |  |
| 12 | La Coupe du druide ! | The Missing Link of Moorshire !               | Matthew Humphreys                 | 26 mai 2018         | 18 mai 2018         | 113              |  |
| 12 | Scénario : Francisco Angones, Madison Bateman, Colleen Evanson, Ben Joseph, Christian Magalhaes, Bob Snow Mise en scène : Ben Joseph |                                               |                                   |                     |                     |                  |  |
| 12 | Picsou et Gripsou s'affrontent en Écosse dans l'invitation au golf du club des milliardaires de Canardville, assistés par Riri, Fifi, Loulou, Flagada et Zaza. Le jeu est cependant détourné par les esprits des anciens druides et devient mortel, avec des brumes pétrifiantes et un couple de kelpies nommées Rose et Ronce tentant de les faire se noyer. |                                               |                                   |                     |                     |                  |  |
|    | |                                               |                                   |                     |                     |                  |  |
| 13 | Enquête Au Manoir Picsou ! | McMystery at McDuck McManor !                 | John Aoshima                      | 9 juin 2018         | 25 mai 2018         | 114              |  |
| 13 | Scénario : Francisco Angones, Madison Bateman, Colleen Evanson, Christian Magalhaes, Bob Snow Mise en scène : Colleen Evanson |                                               |                                   |                     |                     |                  |  |
| 13 | Riri décide de lancer une fête d'anniversaire pour Picsou, bien que tout le monde l'avertisse que son grand-oncle déteste célébrer son anniversaire. Quand il disparaît et que les invités s'avèrent être ses pires ennemis, Riri décide de résoudre le mystère. |                                               |                                   |                     |                     |                  |  |
|    | |                                               |                                   |                     |                     |                  |  |
| 14 | Les Dent$ du coffre-fort ! | Jaw$ !                                        | Matthew Humphries                 | 10 novembre 2018    | 16 juin 2018        | 115              |  |
| 14 | Scénario : Francisco Angones, Madison Bateman, Colleen Evanson, Christian Magalhaes, Bob Snow Mise en scène : Colleen Evanson |                                               |                                   |                     |                     |                  |  |
| 14 | Les neveux, Zaza, Lena et Flagada travaillent ensemble pour capturer un requin mystique fait de l'argent du coffre-fort. Pendant ce temps, Picsou tente d'améliorer son image publique, éreintée par la crise économique de Canardville et ses dernières péripéties, avec une interview télévisée. |                                               |                                   |                     |                     |                  |  |
|    | |                                               |                                   |                     |                     |                  |  |
| 15 | Le Lagon doré des plaines de l'Agonie Blanche ! | The Golden Lagoon of White Agony Plains !     | John Aoshima                      | 3 novembre 2018     | 23 juin 2018        | 116              |  |
| 15 | Scénario : Francisco Angones, Madison Bateman, Colleen Evanson, Christian Magalhaes, Bob Snow Mise en scène : Bob Snow |                                               |                                   |                     |                     |                  |  |
| 15 | Lors d'un gala tenu par Gripsou, Picsou recroise Goldie O'Gilt, une ancienne partenaire d'aventures, mais aussi une voleuse invétérée. La raison de sa présence devient claire pour Picsou, quand celle-ci récupère le crâne d'un mammouth contenant un morceau de carte menant vers le lieu qu'ils n'ont jamais pu atteindre ensemble : un lac d'or liquide. |                                               |                                   |                     |                     |                  |  |
|    | |                                               |                                   |                     |                     |                  |  |
| 16 | La Journée de l'enfant unique ! | Day of the Only Child!                        | Dana Terrace, Tanner Johnson      | 17 novembre 2018    | 30 juin 2018        | 117              |  |
| 16 | Scénario : Francisco Angones, Madison Bateman, Colleen Evanson, Christian Magalhaes, Bob Snow Mise en scène : Bob Snow |                                               |                                   |                     |                     |                  |  |
| 16 | Fifi décide pour une journée d'ignorer ses deux frères et passer du temps seul. Riri, qui comptait sur lui pour ses activités au sein des Castors Juniors, se retrouve à compter sur deux Rapetou qui venaient pour l’enlever. Quant à Loulou, il espère se faire bien voir du richissime héritier de la maison voisine, mais découvre peu à peu que sa fortune l'a rendu instable. |                                               |                                   |                     |                     |                  |  |
|    | |                                               |                                   |                     |                     |                  |  |
| 17 | Les Dossiers confidentiels de l'agent 22 ! | From the Confidential Case Files of Agent 22! | Tanner Johnson                    | 24 novembre 2018    | 7 juillet 2018      | 118              |  |
| 17 | Scénario : Francisco Angones, Madison Bateman, Colleen Evanson, Christian Magalhaes, Bob Snow Mise en scène : Christian Magalhaes |                                               |                                   |                     |                     |                  |  |
| 17 | Mamie Baba est enlevée et Picsou comprend vite que la coupable est le Héron Noir, une espionne qu'ils ont affrontée ensemble alors que Baba était une agente secrète. Excitée à l'idée de découvrir les aventures passées de sa grand-mère, Zaza suit Picsou vers le repaire du Héron Noir. |                                               |                                   |                     |                     |                  |  |
|    | |                                               |                                   |                     |                     |                  |  |
| 18 | Robotik contre Waddletik ! | Who is Gizmoduck?!                            | Tanner Johnson                    | 2018                | 14 juillet 2018     | 119              |  |
| 18 | Scénario : Francisco Angones, Madison Bateman, Colleen Evanson, Christian Magalhaes, Bob Snow Mise en scène : Christian Magalhaes |                                               |                                   |                     |                     |                  |  |
| 18 | En surprenant le braquage d'une banque par les Rapetou, Gérard Mentor parvient à les repousser grâce à l’armure de Robotik, puissante mais difficilement contrôlable, laissant Riri admiratif malgré les nombreux dégâts. Géo Trouvetou refuse de laisser son interne manipuler son projet et Mentor décide de se tourner vers Mark Beaks pour redorer son image de héros de Canardville. |                                               |                                   |                     |                     |                  |  |
|    | |                                               |                                   |                     |                     |                  |  |
| 19 | L'Autre coffre de Picsou ! | The Other Bin of Scrooge McDuck!              | John Aoshima                      | 1er décembre 2018   | 21 juillet 2018     | 120              |  |
| 19 | Scénario : Francisco Angones, Madison Bateman, Colleen Evanson, Christian Magalhaes, Bob Snow Mise en scène : Colleen Evanson |                                               |                                   |                     |                     |                  |  |
| 19 | Lena échoue encore à échapper à Zaza et récupérer le sou fétiche de Picsou. D'un autre côté, Riri a ramené un bigfoot dans le manoir et essaie de le cacher mais Loulou a des doutes sur la nature sauvage de l'animal. Devenant soupçonneux sur ce qui se trame dans sa demeure, Picsou cache son sou dans son « autre » coffre et part en chasse. |                                               |                                   |                     |                     |                  |  |
|    | |                                               |                                   |                     |                     |                  |  |
| 20 | Pirates du ciel... Dans le ciel ! | Sky Pirates...In the Sky!                     | Matthew Humphreys                 | 2018                | 28 juillet 2018     | 121              |  |
| 20 | Scénario : Francisco Angones, Madison Bateman, Colleen Evanson, Christian Magalhaes, Bob Snow Mise en scène : Madison Bateman |                                               |                                   |                     |                     |                  |  |
| 20 | En revenant d'une de leurs aventures, Picsou, les neveux, Zaza et Flagada se font dérober leur trésor par Don Carnage et ses pirates du ciel. Fifi parvient à les suivre dans leur avion alors que celui de Picsou s'est crashé, et découvrent que l'équipage n'est pas satisfait de ses performances musicales à cause du capitaine qui leur vole toujours la vedette. |                                               |                                   |                     |                     |                  |  |
|    | |                                               |                                   |                     |                     |                  |  |
| 21 | Les Secrets du château McPicsou ! | The Secret(s) of Castle McDuck!               | Matthew Humphreys                 | 8 décembre 2018     | 4 août 2018         | 122              |  |
| 21 | Scénario : Francisco Angones, Madison Bateman, Colleen Evanson, Christian Magalhaes, Bob Snow Mise en scène : Bob Snow |                                               |                                   |                     |                     |                  |  |
| 21 | Picsou emmène Zaza et les neveux pour une visite habituelle : tous les 5 ans, il retourne au château McPicsou, en Écosse, où habitent ses parents devenus immortels et avec qui il s'entend mal. Zaza devient surexcitée à l'idée de découvrir les secrets de la famille du canard milliardaire, mais ce sont les neveux qui vont explorer les cryptes secrètes après avoir trouvé un message que Fifi reconnait comme signé de la main de sa mère.                                                                              |                                               |                                   |                     |                     |                  |  |
|    | |                                               |                                   |                     |                     |                  |  |
| 22 | En route pour l'avionture ! | The Last Crash of the Sunchaser!              | John Aoshima                      | 16 février 2019     | 11 août 2018        | 123              |  |
| 22 | Scénario : Francisco Angones, Madison Bateman, Colleen Evanson, Christian Magalhaes, Bob Snow Mise en scène : Francisco Angones |                                               |                                   |                     |                     |                  |  |
| 22 | En volant vers leur nouvelle aventure, Picsou, les neveux, Zaza, Mamie Baba et Flagada, se retrouvent coincés dans leur avion au sommet d'une montagne. Le crash a éparpillé les dernières pièces des indices concernant la disparition de Della Duck et les neveux sont prêts à risquer l’équilibre précaire de l’avion pour les réunir. |                                               |                                   |                     |                     |                  |  |
|    | |                                               |                                   |                     |                     |                  |  |
| 23 | La Guerre des ombres ! Partie 1 : La Nuit de Miss Tick Partie 2 : Le Jour des canards | The Shadow War!                               | Matthew Humphreys, Tanner Johnson | 23 février 2019     | 18 août 2018        | 124125           |  |
| 23 | Scénario : Francisco Angones, Madison Bateman, Colleen Evanson, Christian Magalhaes, Bob Snow Mise en scène : Madison Bateman, Colleen Evanson, Christian Magalhaes, Bob Snow |                                               |                                   |                     |                     |                  |  |
| 23 | Donald et les neveux se préparent à quitter Canardville pour Crête Suzette, mais Zaza et Flagada Jones refusent de les laisser partir en mauvais termes avec Picsou. Le milliardaire se morfond seul dans son manoir et alors qu'une éclipse se prépare, Miss Tick, dans le corps de Lena, prend sa revanche sur l'aventurier. |                                               |                                   |                     |                     |                  |  |
|    | |                                               |                                   |                     |                     |                  |  |

### Saison 2 (2018-2019)
| N° | Part,. | Titre français | Titre original                         | Réalisation                 | Diffusion française | Diffusion originale | Code production |
| -- | ------ | --- | -------------------------------------- | --------------------------- | ------------------- | ------------------- | --------------- |
| 24 | 1      | Soirée jeu ! | The Most Dangerous Game... Night!      | Tanner Johnson              | 8 avril 2019        | 20 octobre 2018     | 201             |
| 24 | 1      | Scénario : Francisco Angones, Madison Bateman, Colleen Evanson, Christian Magalhaes, Bob Snow Mise en scène : Francisco Angones |                                        |                             |                     |                     |                 |
| 24 | 1      | Lassé des aventures dont il est le seul à ne pas sortir indemne, Loulou propose une soirée en famille autour de jeux de société. L'arrivée de Géo Trouvetou à la recherche d'un peuple minuscule vivant dans le manoir Picsou va perturber une soirée qu'il espérait reposante. |                                        |                             |                     |                     |                 |
|    |        | |                                        |                             |                     |                     |                 |
| 25 | 2      | Plongée en eaux troubles avec Popop ! | The Depths of Cousin Fethry!           | Matthew Humpfreys           | 9 avril 2019        | 27 octobre 2018     | 202             |
| 25 | 2      | Scénario : Francisco Angones, Madison Bateman, Colleen Evanson, Christian Magalhaes, Bob Snow Mise en scène : Christian Magalhaes |                                        |                             |                     |                     |                 |
| 25 | 2      | Riri et Fifi répondent à un appel que Picsou et Donald préfèrent ignorer : Popop, un de leurs cousins vivant dans une station au milieu de l'océan, affirme avoir fait une grande découverte. Les deux neveux partent à l'aventure avec Flagada. |                                        |                             |                     |                     |                 |
|    |        | |                                        |                             |                     |                     |                 |
| 26 | 3      | La ballade de Duke Baleineau ! | The Ballad of Duke Baloney!            | Jason Zurek                 | 10 avril 2019       | 3 novembre 2018     | 203             |
| 26 | 3      | Scénario : Francisco Angones, Madison Bateman, Colleen Evanson, Christian Magalhaes, Bob Snow Mise en scène : Colleen Evanson |                                        |                             |                     |                     |                 |
| 26 | 3      | Archibald Gripsou a disparu depuis quatre mois. Loulou et Zaza le reconnaissent en Duke Baloney, un pêcheur malchanceux qui semble avoir tiré un trait sur sa vie passée. Mais recroiser le chemin de Balthazar Picsou va raviver sa haine du milliardaire et son désir de le battre. |                                        |                             |                     |                     |                 |
|    |        | |                                        |                             |                     |                     |                 |
| 27 | 4      | Le festin de la fleur ! | The Town Where Everyone Was Nice!      | Tanner Johnson              | 11 avril 2019       | 10 novembre 2018    | 204             |
| 27 | 4      | Scénario : Francisco Angones, Madison Bateman, Colleen Evanson, Christian Magalhaes, Bob Snow Mise en scène : Madison Bateman |                                        |                             |                     |                     |                 |
| 27 | 4      | En se rendant à un festival pour une floraison rarissime, Donald retrouve ses deux anciens compères des Trois Caballeros, mais peine à les impressionner. Zaza est la seule vraiment intéressée par le festival et s'interroge sur l'insistante sympathie des villageois. |                                        |                             |                     |                     |                 |
|    |        | |                                        |                             |                     |                     |                 |
| 28 | 5      | Le colocataire de Donald ! | Storkules in Duckburg!                 | Matthew Humphreys           | 12 avril 2019       | 17 novembre 2018    | 205             |
| 28 | 5      | Scénario : Francisco Angones, Madison Bateman, Colleen Evanson, Christian Magalhaes, Bob Snow Mise en scène : Bob Snow |                                        |                             |                     |                     |                 |
| 28 | 5      | Hercule (Storkules en VO) a été chassé du Panthéon et vient habiter chez son grand ami Donald, amenant à sa suite une nuée de harpies. Loulou cherchant à devenir un homme d'affaires, voit l'opportunité de monter une entreprise de chasse aux harpies avec le héros. |                                        |                             |                     |                     |                 |
|    |        | |                                        |                             |                     |                     |                 |
| 29 | 6      | Les Noëls passés ! | Last Christmas!                        | Jason Zurek                 | 8 novembre 2019     | 1er décembre 2018   | 206             |
| 29 | 6      | Scénario : Francisco Angones, Madison Bateman, Colleen Evanson, Christian Magalhaes, Bob Snow Mise en scène : Francisco Angones |                                        |                             |                     |                     |                 |
| 29 | 6      | La famille Duck se prépare à fêter Noël, sauf Picsou qui affirme détester la fête, et spécialement le Père Noël. Fifi découvre qu'en réalité, il a d'autres plans : avec les esprits des Noëls passés, présents et futurs, il s'amuse à revisiter les meilleurs réveillons de son histoire. |                                        |                             |                     |                     |                 |
|    |        | |                                        |                             |                     |                     |                 |
| 30 | 7      | Le périple de Della Duck ! | What Ever Happened to Della Duck?!     | Jason Zurek                 | 3 juin 2019         | 9 mars 2019         | 207             |
| 30 | 7      | Scénario : Francisco Agones, Madison Bateman Mise en scène : Francisco Agones |                                        |                             |                     |                     |                 |
| 30 | 7      | Alors que Riri, Fifi et Loulou étaient encore dans leurs œufs, leur mère Della a voulu essayer la Lance de Sélène, une fusée révolutionnaire conçue par Picsou. Mais une tempête cosmique l'a forcé à se crasher sur la Lune, où elle va peiner à reconstruire sa fusée endommagée et retourner vers ses fils. |                                        |                             |                     |                     |                 |
|    |        | |                                        |                             |                     |                     |                 |
| 31 | 8      | Le trésor de la lampe ! | Treasure of the Found Lamp!            | Jason Zurek                 | 4 juin 2019         | 7 mai 2019          | 209             |
| 31 | 8      | Scénario : Francisco Angones, Madison Bateman, Colleen Evanson, Christian Magalhaes, Bob Snow Mise en scène : Christian Magalhaes |                                        |                             |                     |                     |                 |
| 31 | 8      | Riri, Fifi et Loulou doivent retrouver une lampe manquante au trésor de Picsou, pendant que celui-ci essaie de gagner du temps en inventant de fausses quêtes avec Zaza pour occuper le guerrier venu le récupérer l'objet. |                                        |                             |                     |                     |                 |
|    |        | |                                        |                             |                     |                     |                 |
| 32 | 9      | Picsou, le hors-la-loi ! | The Outlaw Scrooge McDuck!             | Tanner Johnson              | 5 juin 2019         | 8 mai 2019          | 210             |
| 32 | 9      | Scénario : Francisco Angones, Madison Bateman, Colleen Evanson, Christian Magalhaes, Bob Snow Mise en scène : Christian Magalhaes |                                        |                             |                     |                     |                 |
| 32 | 9      | De nombreuses années auparavant, dans le Far West, Picsou et Goldie forment un groupe de hors-la-loi. Leur but est d'organiser un vol afin de sauver une petite ville de l'homme d'affaires corrompu Crésus Flairsou. |                                        |                             |                     |                     |                 |
|    |        | |                                        |                             |                     |                     |                 |
| 33 | 10     | La fièvre de l'or ! | The 87 Cent Solution!                  | Matthew Humphreys           | 6 juin 2019         | 9 mai 2019          | 211             |
| 33 | 10     | Scénario : Francisco Angones, Madison Bateman, Colleen Evanson, Christian Magalhaes, Bob Snow Mise en scène : Bob Snow |                                        |                             |                     |                     |                 |
| 33 | 10     | Les enfants doivent mettre fin à l'obsession malsaine de Picsou pour quelques pièces manquantes dans son coffre, afin de l'empêcher de devenir le prochain Gripsou, toujours décidé à devenir le canard le plus riche du monde. |                                        |                             |                     |                     |                 |
|    |        | |                                        |                             |                     |                     |                 |
| 34 | 11     | La lance dorée ! | The Golden Spear!                      | Jason Zurek                 | 9 septembre 2019    | 10 mai 2019         | 212             |
| 34 | 11     | Scénario : Francisco Angones, Madison Bateman, Colleen Evanson, Christian Magalhaes, Bob Snow Mise en scène : Bob Snow |                                        |                             |                     |                     |                 |
| 34 | 11     | Alors que Della reconstruit son vaisseau sur la Lune, la guerrière sélénite Pénombre est convaincue que Della envisage une attaque. Pendant ce temps sur Terre, au manoir, Donald tente de faire une sieste mais se retrouve constamment perturbé par les aventures de ses neveux. |                                        |                             |                     |                     |                 |
|    |        | |                                        |                             |                     |                     |                 |
| 35 | 12     | Rien n'arrête Della Duck ! | Nothing Can Stop Della Duck!           | Tanner Johnson              | 10 septembre 2019   | 13 mai 2019         | 213             |
| 35 | 12     | Scénario : Francisco Angones, Madison Bateman, Colleen Evanson, Christian Magalhaes, Bob Snow Mise en scène : Colleen Evanson |                                        |                             |                     |                     |                 |
| 35 | 12     | Della Duck a fait face à tous les dangers de la Lune pour pouvoir retrouver sa famille. Mais les retrouvailles tant espérées ne se déroulent pas aussi bien que prévu. |                                        |                             |                     |                     |                 |
|    |        | |                                        |                             |                     |                     |                 |
| 36 | 13     | L'arbre à billets du Coffre-fort anti-fin du monde ! | Raiders of the Doomsday Vault!         | Matthew Humphreys           | 11 septembre 2019   | 14 mai 2019         | 214             |
| 36 | 13     | Scénario : Francisco Angones, Madison Bateman, Colleen Evanson, Christian Magalhaes, Bob Snow Mise en scène : Matthew Humphreys |                                        |                             |                     |                     |                 |
| 36 | 13     | Fifi essaie de faire ses preuves devant sa mère en explorant une forteresse gelée prévue pour une apocalypse, afin de retrouver une graine d'un arbre à argent. De son côté, Gripsou a enlevé Picsou afin de retrouver cette précieuse graine. |                                        |                             |                     |                     |                 |
|    |        | |                                        |                             |                     |                     |                 |
| 37 | 14     | Amitiés surnaturelles ! | Friendship Hates Magic!                | Matthew Humphreys           | 7 juin 2019         | 15 mai 2019         | 208             |
| 37 | 14     | Scénario : Francisco Angones, Madison Bateman, Colleen Evanson, Christian Magalhaes, Bob Snow, Rachel Vine Mise en scène : Christian Magalhaes |                                        |                             |                     |                     |                 |
| 37 | 14     | Coincée dans le royaume des ombres depuis le combat contre Miss Tick, Lena tente de protéger Zaza de sa nouvelle amie suspecte, Violette, lors d'une soirée pyjama surnaturelle. Seule au manoir, Mamie Baba essaie de se trouver un intérêt commun avec Flagada. |                                        |                             |                     |                     |                 |
|    |        | |                                        |                             |                     |                     |                 |
| 38 | 15     | Alchimie dangereuse ! | The Dangerous Chemistry of Gandra Dee! | Jason Zurek                 | 12 septembre 2019   | 16 mai 2019         | 215             |
| 38 | 15     | Scénario : Francisco Angones, Madison Bateman, Colleen Evanson, Christian Magalhaes, Bob Snow Mise en scène : Francisco Angones |                                        |                             |                     |                     |                 |
| 38 | 15     | Avec l'aide de Riri et Zaza, Gérard courtise une scientifique style rock punk, Gandra Dee. Mais cette dernière n'est qu'une espionne de Mark Beaks qui veut les secrets de Robotik. |                                        |                             |                     |                     |                 |
|    |        | |                                        |                             |                     |                     |                 |
| 39 | 16     | Le retour de Myster Mask ! | The Duck Knight Returns!               | Tanner Johnson              | 13 septembre 2019   | 17 mai 2019         | 216             |
| 39 | 16     | Scénario : Francisco Angones, Madison Bateman, Colleen Evanson, Christian Magalhaes, Bob Snow Mise en scène : Francisco Angones |                                        |                             |                     |                     |                 |
| 39 | 16     | Flagada et Fifi rencontrent Jim Starling, l'interprète original de Myster Mask. Ils découvrent ensemble que Picsou produit une adaptation en film de la série, au ton sombre et sérieux, et veulent s'impliquer dans la production. |                                        |                             |                     |                     |                 |
|    |        | |                                        |                             |                     |                     |                 |
| 40 | 17     | Le périple de Donald Duck ! | What Ever Happened to Donald Duck?!    | Jason Zurek, Jason Reicher  | 4 novembre 2019     | 3 septembre 2019    | 218             |
| 40 | 17     | Scénario : Francisco Angones, Madison Bateman, Colleen Evanson, Christian Magalhaes, Bob Snow Mise en scène : Colleen Evanson |                                        |                             |                     |                     |                 |
| 40 | 17     | Donald s'est retrouvé sur la Lune, et découvre les plans du Général Lunaris pour attaquer la Terre. Fifi et Zaza, en manque de mystères et d'aventures, ne remarquent que tardivement la disparition de Donald et cherchent une piste dans son courrier laissé sans réponse. |                                        |                             |                     |                     |                 |
|    |        | |                                        |                             |                     |                     |                 |
| 41 | 18     | Joyeux anniversaire, Castor Major ! | Happy Birthday, Doofus Drake!          | Matthew Humphreys           | 5 novembre 2019     | 4 septembre 2019    | 217             |
| 41 | 18     | Scénario : Francisco Angones, Madison Bateman, Colleen Evanson, Christian Magalhaes, Bob Snow Mise en scène : Bob Snow, Francisco Angones |                                        |                             |                     |                     |                 |
| 41 | 18     | Picsou sent un piège : Loulou a un plan pour mettre la main sur la fortune de Castor Major avec l'aide de Goldie avant les autres invités de sa fête d'anniversaire. Riri passe du temps avec sa mère sur un jeu vidéo, mais le jeune canard reste sur les quêtes de base. |                                        |                             |                     |                     |                 |
|    |        | |                                        |                             |                     |                     |                 |
| 42 | 19     | Le cauchemar ! | A Nightmare on Killmotor Hill!         | Tanner Johnson              | 6 novembre 2019     | 5 septembre 2019    | 219             |
| 42 | 19     | Scénario : Francisco Angones, Emmy Cicierega, Madison Bateman, Colleen Evanson, Christian Magalhaes, Bob Snow Mise en scène : Emmy Cicierega |                                        |                             |                     |                     |                 |
| 42 | 19     | Zaza organise une nouvelle soirée pyjama avec Riri, Fifi, Loulou, Violette et Lena. Cette dernière est cependant réticente à s'endormir, hantée par des cauchemars où elle devient Miss Tick. Elle finit cependant par tomber de sommeil et emmener les autres invités dans un monde où leurs rêves et désirs prennent corps. |                                        |                             |                     |                     |                 |
|    |        | |                                        |                             |                     |                     |                 |
| 43 | 20     | L'armurerie dorée de Cornélius Écoutum ! | The Golden Armory of Cornelius Coot!   | Matthew Humphreys           | 7 novembre 2019     | 6 septembre 2019    | 220             |
| 43 | 20     | Scénario : Francisco Angones, Madison Bateman, Colleen Evanson, Christian Magalhaes, Bob Snow Mise en scène : Christian Magalhaes, Bob Snow |                                        |                             |                     |                     |                 |
| 43 | 20     | Canardville se prépare à célébrer Cornélius Ecoutum, fondateur de la ville qui a repris à lui seul les Rapetou il y a plusieurs siècles. Son trésor perdu reste à trouver et Zaza est décidée à réussir là où Della Duck a échoué. Della doit piloter son avion pour la célébration mais découvre les modifications de fortune faites par Flagada en son absence. |                                        |                             |                     |                     |                 |
|    |        | |                                        |                             |                     |                     |                 |
| 44 | 21     | Tempête temporelle ! | Timephoon!                             | Jason Zurek                 | 2020                | 9 septembre 2019    | 221             |
| 44 | 21     | Scénario : Francisco Angones, Madison Bateman, Colleen Evanson, Christian Magalhaes, Bob Snow Mise en scène : Madison Bateman |                                        |                             |                     |                     |                 |
| 44 | 21     | Une énorme tempête s'apprête à frapper Canardville. Alors que les Duck se préparent à rester enfermés dans le manoir pendant plusieurs jours, Loulou a un autre plan : utiliser une machine temporelle de Géo Trouvetou pour récupérer des trésors perdus dans le passé. Mais les événements sont liés et l'accumulation des trésors provoque des paradoxes. |                                        |                             |                     |                     |                 |
|    |        | |                                        |                             |                     |                     |                 |
| 45 | 22     | La Bande à Gripsou ! | GlomTales!                             | Tanner Johnson              | 2020                | 10 septembre 2019   | 222             |
| 45 | 22     | Scénario : Francisco Angones, Madison Bateman, Colleen Evanson, Christian Magalhaes, Bob Snow Mise en scène : Colleen Evanson |                                        |                             |                     |                     |                 |
| 45 | 22     | Le grand pari de Picsou et Gripsou se termine dans deux jours et celui qui sera alors le canard le plus riche remportera la fortune et les biens de l'autre. Alors que la famille de Picsou part pour une petite aventure sans Loulou, puni pour ses dernières combines, Gripsou se décide à monter le plan qui lui permettra de vaincre son rival : avoir une famille. |                                        |                             |                     |                     |                 |
|    |        | |                                        |                             |                     |                     |                 |
| 46 | 23     | Le Canard le plus riche du monde ! | The Richest Duck in the World!         | Matthew Humphreys           | 2020                | 11 septembre 2019   | 223             |
| 46 | 23     | Scénario : Francisco Angones, Madison Bateman, Colleen Evanson, Christian Magalhaes, Bob Snow Mise en scène : Madison Bateman |                                        |                             |                     |                     |                 |
| 46 | 23     | À la surprise de Picsou et Gripsou, Loulou a remporté leur pari et il refuse de rendre la fortune de son oncle. Picsou le laisse faire et Loulou commence à couper les fonds de certains programmes coûteux, ignorant qu'il vient de lever les protections contre une malédiction qui pèse sur son statut de canard le plus riche de monde. Fifi apprend que sa mère a envoyé des messages qu'ils n'ont jamais reçu et veut envoyer des réponses sur la Lune par son show télévisé fictif. |                                        |                             |                     |                     |                 |
|    |        | |                                        |                             |                     |                     |                 |
| 47 | 24     | Invasion Lunaire ! | Moonvasion!                            | Tanner Johnson, Jason Zurek | 28 octobre 2020     | 12 septembre 2019   | 224225          |
| 47 | 24     | Scénario : Fransisco Agones, Madison Bateman, Colleen Evanson, Christian Magalhaes, Bob Snow Mise en scène : Madison Bateman, Colleen Evanson, Christian Magalhaes, Bob Snow |                                        |                             |                     |                     |                 |
| 47 | 24     | Le Général Lunaris lance son assaut sur la Terre et vise Canardville pour toucher au plus près la famille de Picsou. Le milliardaire reste dans sa ville, essayant de contrer les attaques savamment préparées de l'armée de la Lune, pendant que Della part avec les enfants trouver refuge chez les alliés des Duck. |                                        |                             |                     |                     |                 |
|    |        | |                                        |                             |                     |                     |                 |

### Saison 3 (2020-2021)
| N° | Part. | Titre français, | Titre original                               | Réalisation                                                     | Diffusion française | Diffusion originale | Code production |
| -- | ----- | --- | -------------------------------------------- | --------------------------------------------------------------- | ------------------- | ------------------- | --------------- |
| 48 | 1     | Le défi des Castors junior senior ! | Challenge of the Senior Junior Woodchucks    | Matthew Humphreys                                               | 2 décembre 2020     | 4 avril 2020        | 304             |
| 48 | 1     | Scénario : Francisco Angones, Madison Bateman, Colleen Evanson, Christian Magalhaes et Bob Snow Mise en scène : Francisco Angones et Madison Bateman |                                              |                                                                 |                     |                     |                 |
| 48 | 1     | Lors de la cérémonie de promotion des Castors Juniors, Riri découvre que Violette est aussi prétendante au titre de Castor Senior, ce qui le met sous pression. Pendant qu'une course d'orientation dans la forêt est lancée pour les départager, Picsou emmène le reste de la famille sur les traces du trésor de la célèbre aventurière Isabella Finch. |                                              |                                                                 |                     |                     |                 |
|    |       | |                                              |                                                                 |                     |                     |                 |
| 49 | 2     | Couacs en vracs ! | Quack Pack!                                  | Tanner Johnson                                                  | 2 décembre 2020     | 4 avril 2020        | 303             |
| 49 | 2     | Scénario : Francisco Angones, Madison Bateman, Colleen Evanson, Christian Magalhaes et Bob Snow Mise en scène : Bob Snow |                                              |                                                                 |                     |                     |                 |
| 49 | 2     | Alors que les Duck tentent de réunir tous les éléments pour faire la meilleure photo de famille possible, Riri semble être le seul à s'apercevoir que quelque chose ne va pas : tout se passe comme s'ils étaient dans une sitcom... |                                              |                                                                 |                     |                     |                 |
|    |       | |                                              |                                                                 |                     |                     |                 |
| 50 | 3     | Agent Flagada | Double-O-Duck in You Only Crash Twice!       | Jason Zurek                                                     | 9 décembre 2020     | 11 avril 2020       | 305             |
| 50 | 3     | Scénario : Francisco Angones, Madison Bateman, Colleen Evanson, Christian Magalhaes et Bob Snow Mise en scène : Christian Magalhaes |                                              |                                                                 |                     |                     |                 |
| 50 | 3     | Zaza invite Picsou à visiter Funso, où Fifi et Flagada jouent à un jeu d'espionnage en réalité virtuelle. Ils l'ignorent, mais Funso est en réalité la base du F.O.W.L. et le directeur Bradford Buzzard ordonne alors aux agents Héron Noir et Bec d'Acier de tout faire pour que Picsou ne découvre pas leur repaire. |                                              |                                                                 |                     |                     |                 |
|    |       | |                                              |                                                                 |                     |                     |                 |
| 51 | 4     | La harpe perdue de Mervana | The Lost Harp of Mervana!                    | Tanner Johnson                                                  | 9 décembre 2020     | 18 avril 2020       | 306             |
| 51 | 4     | Scénario : Francisco Angones, Madison Bateman, Colleen Evanson, Christian Magalhaes et Bob Snow Mise en scène : Colleen Evanson |                                              |                                                                 |                     |                     |                 |
| 51 | 4     | La famille Picsou se rend dans la cité sous-marine de Mervana pour retrouver la harpe perdue citée dans le carnet de Finch. Un groupe de sirènes enseigne à Picsou, Donald, Riri et Fifi à trouver leurs vérités intérieures. Pendant ce temps là, Loulou qui a un doute sur cette cité à l'apparence trop parfaite, décide de partir en exploration. Zaza et Mamie Baba vont l'accompagner. Della, de son côté, doit vaincre sa phobie des poissons. |                                              |                                                                 |                     |                     |                 |
|    |       | |                                              |                                                                 |                     |                     |                 |
| 52 | 5     | Louie's Eleven! | Louie's Eleven!                              | Matthew Humphreys                                               | 16 décembre 2020    | 25 avril 2020       | 307             |
| 52 | 5     | Scénario : Francisco Angones, Madison Bateman, Colleen Evanson, Christian Magalhaes, Ben Siemon et Bob Snow Mise en scène : Madison Bateman et Francisco Angones |                                              |                                                                 |                     |                     |                 |
| 52 | 5     | Alors que les Trois Caballeros luttent pour trouver un sponsor, ils sont approchés par Loulou qui leur propose un plan pour devenir célèbre. Il s'agit d'un scénario en 11 étapes et 11 personnes consistant à s'inviter à la soirée d'Emma Glamour, une blogueuse et influenceuse de renom, afin de la convaincre de les écouter chanter. Cependant, ils ne sont pas les seuls à s'être infiltrés à cette soirée et ils devront bientôt faire face à une bande de criminels décidée à voler le téléphone de Glamour. |                                              |                                                                 |                     |                     |                 |
|    |       | |                                              |                                                                 |                     |                     |                 |
| 53 | 6     | Un vrai petit garçon | Astro B.O.Y.D.!                              | Jason Zurek                                                     | 16 décembre 2020    | 2 mai 2020          | 308             |
| 53 | 6     | Scénario : Francisco Angones, Madison Bateman, Colleen Evanson, Christian Magalhaes, Ben Siemon et Bob Snow Mise en scène : Christian Magalhaes |                                              |                                                                 |                     |                     |                 |
| 53 | 6     | Riri se lie d'amitié avec B.O.Y.D. lors d'une sortie des Castors Juniors, mais ce dernier connait un dysfonctionnement. Riri l'emmène alors au laboratoire de Géo Trouvetou pour demander une réparation. L'inventeur reconnaît le robot et insiste sur le fait qu'il est dangereux. En raison des dysfonctionnements de B.O.Y.D., Géo décide de les emmener à Tokyolk pour le réparer dans le laboratoire qui a vu naître le robot, avant qu'il ne devienne une menace. Gérard Mentor les accompagne en tant que Robotik. |                                              |                                                                 |                     |                     |                 |
|    |       | |                                              |                                                                 |                     |                     |                 |
| 54 | 7     | Combat légendaire | The Rumble for Ragnarok!                     | Tanner Johnson                                                  | 30 décembre 2020    | 9 mai 2020          | 309             |
| 54 | 7     | Scénario : Francisco Angones, Madison Bateman, Colleen Evanson, Christian Magalhaes, Ben Siemon et Bob Snow Mise en scène : Bob Snow |                                              |                                                                 |                     |                     |                 |
| 54 | 7     | Picsou emmène les enfants à Valhalla où est organisé un tournoi de catch déterminant le destin du monde. Ils doivent se battre contre l'équipe de Ragnarök, dirigée par le puissant Jörmungandr. Picsou se fait mal au dos, c'est à Fifi d'avoir la responsabilité de gagner ce tournoi et à apprendre à gagner confiance en soi. |                                              |                                                                 |                     |                     |                 |
|    |       | |                                              |                                                                 |                     |                     |                 |
| 55 | 8     | Apprentissage magique ! | The Phantom and the Sorceress!               | Stephanie Gonzaga, Matthew Humphreys                            | 6 janvier 2021      | 21 septembre 2020   | 310             |
| 55 | 8     | Scénario : Francisco Angones, Madison Bateman, Colleen Evanson, Christian Magalhaes, Ben Siemon et Bob Snow Mise en scène : Colleen Evanson |                                              |                                                                 |                     |                     |                 |
| 55 | 8     | Ayant du mal à contrôler la magie du médaillon de Miss Tick, Lena a peur de provoquer des catastrophes en l'utilisant. Alors que la bande à Picsou part pour une nouvelle aventure, Zaza et Violette décident de rester avec elle pour la réconforter au manoir pour la nuit. Mais elles sont interrompues par l'arrivée de Gontran Bonheur, devenu étrangement malchanceux. La cause viendrait du Fantôme Noir venu voler le médaillon. Pour le contrer, Lena devra apprendre à contrôler ses pouvoirs et pour cela, demander de l'aide à Miss Tick...                                                                            |                                              |                                                                 |                     |                     |                 |
|    |       | |                                              |                                                                 |                     |                     |                 |
| 56 | 9     | Objectif lune sur la Terre ! | They Put a Moonlander on the Earth!          | Sam King, Jason Zurek                                           | 13 janvier 2021     | 28 septembre 2020   | 311             |
| 56 | 9     | Scénario : Francisco Angones, Madison Bateman, Colleen Evanson, Sam King, Christian Magalhaes, Ben Siemon et Bob Snow Mise en scène : Sam King et Bob Snow |                                              |                                                                 |                     |                     |                 |
| 56 | 9     | N'arrivant pas à s'intégrer à sa nouvelle vie sur Terre, Pénombre travaille à reconstruire sa fusée, pour pouvoir rentrer au plus vite sur la Lune. De leur côté, Zaza et Fifi ont l’intention d'aller à l'inauguration du nouveau manège de Gripsou, la grande Grips'roue. Della va leur demander d'amener Pénombre avec eux pour lui montrer "l'amusement terrestre". |                                              |                                                                 |                     |                     |                 |
|    |       | |                                              |                                                                 |                     |                     |                 |
| 57 | 10    | La chasse aux bonbons ! | The Trickening!                              | Matthew Humphreys                                               | en cours            | 5 octobre 2020      | 301             |
| 57 | 10    | Scénario : Francisco Angones, Madison Bateman, Colleen Evanson, Christian Magalhaes et Bob Snow Mise en scène : Christian Magalhaes |                                              |                                                                 |                     |                     |                 |
| 57 | 10    | Alors que Riri avait planifié en détail la chasse aux bonbons de la soirée d'Halloween, Loulou propose plutôt d'aller explorer la maison la plus hantée de la ville. Pendant ce temps, Picsou décide de fermer le manoir pour éviter de devoir "faire l'aumône". Chassés du manoir, Della et Donald décident de passer la soirée chez Flagada... |                                              |                                                                 |                     |                     |                 |
|    |       | |                                              |                                                                 |                     |                     |                 |
| 58 | 11    | La Fontaine de jouvence | The Forbidden Fountain of the Foreverglades! | Tanner Johnson                                                  | 27 janvier 2021     | 12 octobre 2020     | 312             |
| 58 | 11    | Scénario : Francisco Angones, Madison Bateman, Colleen Evanson, Christian Magalhaes, Ben Siemon et Bob Snow Mise en scène : Madison Bateman |                                              |                                                                 |                     |                     |                 |
| 58 | 11    | La bande à Picsou part à la prochaine destination indiquée dans le carnet de Finch, "La Fontaine de Jouvence" découverte il y a 500 ans par l'explorateur Ponce de León. Arrivée dans un hôtel proche de l'objectif, la bande se trouve à nez à nez avec Goldie. À partir de là, s'engage une course pour être le premier à trouver cette fameuse fontaine. |                                              |                                                                 |                     |                     |                 |
|    |       | |                                              |                                                                 |                     |                     |                 |
| 59 | 12    | Ça craint un mask ! Partie 1 : Le gardien de la ville Partie 2 : Mensonges d'une autre dimension | Let's Get Dangerous!                         | Matthew Humphreys, Jason Zurek                                  | 23 janvier 2021     | 19 octobre 2020     | 313314          |
| 59 | 12    | Scénario : Francisco Angones, Madison Bateman, Colleen Evanson, Christian Magalhaes, Ben Siemon et Bob Snow Mise en scène : Francisco Angones et Colleen Evanson |                                              |                                                                 |                     |                     |                 |
| 59 | 12    | La bande à Picsou se rend à Bourg-Les-Canards pour visiter le laboratoire de Taurus Bulba. Ce dernier, va présenter à Picsou, Riri et Loulou, sa dernière invention, le "Crapo" (Ramrod en VO) qui permet de créer n'importe quoi à partir de rien, ce qui ne manque pas d'intriguer Riri. Pendant ce temps, Flagada et Fifi vont voir Albert qui est au point mort dans sa carrière de héros. En effet, ces derniers temps, la criminalité est nulle, mais tout pourrait basculer quand ils s’aperçoivent qu'une personne essai de se faufiler dans le laboratoire de Bulba.                                                      |                                              |                                                                 |                     |                     |                 |
|    |       | |                                              |                                                                 |                     |                     |                 |
| 60 | 13    | L'évasion de l'impossicoffre ! | Escape From the Impossibin!                  | Tanner Johnson                                                  | 3 février 2021      | 26 octobre 2020     | 315             |
| 60 | 13    | Scénario : Francisco Angones, Madison Bateman, Colleen Evanson, Christian Magalhaes, Ben Siemon et Bob Snow Mise en scène : Ben Siemon |                                              |                                                                 |                     |                     |                 |
| 60 | 13    | Alors que Mamie Baba et Zaza tentent d'entraîner Riri et Fifi en cas d'attaque surprise du F.O.W.L., Picsou met Della et Loulou au défi de déjouer les pièges du nouveau système de sécurité de son coffre. Cependant, les choses dérapent rapidement lorsque, d'un côté, l'entraînement devient déraisonnablement éprouvant pour les enfants et que, de l'autre, Picsou se trouve dans l'incapacité de désactiver les pièges mortels de son coffre. |                                              |                                                                 |                     |                     |                 |
|    |       | |                                              |                                                                 |                     |                     |                 |
| 61 | 14    | L'épée brisée de Constanpinson ! | The Split Sword of Swanstantine!             | Matthew Humphreys                                               | 10 février 2021     | 2 novembre 2020     | 316             |
| 61 | 14    | Scénario : Francisco Angones, Madison Bateman, Colleen Evenson, Christian Magalhaes, Ben Siemon et Bob Snow Mise en scène : Christian Magalhaes et Bob Snow |                                              |                                                                 |                     |                     |                 |
| 61 | 14    | Arrivée à Ibistanbul, la bande à Picsou accompagnée de Lena et Violette, se préparent à chercher les différents fragments de l'épée de Constanpinson le Grand (Swanstantine en VO), dispersés dans la ville. Malheureusement pour eux, plusieurs membres du F.O.W.L. sont déjà sur place et la confrontation devient inévitable. |                                              |                                                                 |                     |                     |                 |
|    |       | |                                              |                                                                 |                     |                     |                 |
| 62 | 15    | Les nouveaux dieux de l'Olympe ! | New Gods on the Block!                       | Jason Zurek                                                     | 7 avril 2021        | 9 novembre 2020     | 316             |
| 62 | 15    | Scénario : Francisco Angones, Madison Bateman, Colleen Evenson, Megan Gonzalez, Christian Magalhaes, Ben Siemon et Bob Snow Mise en scène : Megan Gonzalez |                                              |                                                                 |                     |                     |                 |
| 62 | 15    | Après avoir échoué lors d'une mission, Picsou part à la recherche de nouveaux coéquipiers. En l'entendant, Riri, Fifi, Loulou et Zaza pensent qu'ils vont être remplacés et commencent à douter de leurs capacités. Soudain, Sélène et Hercule arrivent pour chercher un remplaçant à Zeus, qui a été démis de ses fonctions. Pour remonter le moral des enfants, Della propose à Sélène de choisir l'un d'entre eux. De son côté, Hercule va s'incruster au rendez-vous de Donald et Daisy. |                                              |                                                                 |                     |                     |                 |
|    |       | |                                              |                                                                 |                     |                     |                 |
| 63 | 16    | La première aventure ! | The First Adventure!                         | Vince Aparo et Tanner Johnson                                   | 14 avril 2021       | 16 novembre 2020    | 317             |
| 63 | 16    | Scénario : Francisco Agones, Madison Bateman, Colleen Evenson, Megan Gonzalez, Christian Magalhaes, Ben Siemon et Bob Snow Mise en scène : Christian Magalhaes |                                              |                                                                 |                     |                     |                 |
| 63 | 16    | Plusieurs années auparavant, alors que Picsou s'occupait de ses affaires, sa sœur lui confia ses deux enfants : Della et Donald. Lorsque le S.H.U.S.H chargea Picsou de récupérer un puissant artefact "le Papyrus de la Volonté" (The Papyrus of Binding en VO), il se trouva contraint, malgré lui, d'emmener les enfants dans l'aventure. À cela s'ajouta un autre problème : il n'était pas le seul à vouloir récupérer le papyrus... |                                              |                                                                 |                     |                     |                 |
|    |       | |                                              |                                                                 |                     |                     |                 |
| 64 | 17    | Le château du clan McPicsou ! | The Fight for Castle McDuck!                 | Matthew Humphreys                                               | 21 avril 2021       | 23 novembre 2020    | 318             |
| 64 | 17    | Scénario : Francisco Angones, Madison Bateman, Colleen Evanson, Christian Magalhaes, Ben Siemon et Bob Snow Mise en scène : Madison Bateman |                                              |                                                                 |                     |                     |                 |
| 64 | 17    | Lors de sa visite au château des McPicsou, Balthazar retrouve sa sœur, Matilda. Cependant, Zaza ravivera involontairement une vieille rivalité entre frères et sœurs, qui se transformera bientôt en une querelle de famille, lorsque leurs parents s'impliqueront. Pendant ce temps, Riri et Loulou utilisent le journal de Finch pour retrouver un trésor familial : la Cornemuse sacrée du clan McPicsou. Un artéfact pouvant donner vie à des objets inanimés. Au même moment, le Fantôme Noir et Pepper (une agente du F.O.W.L.) tentent eux aussi de s'emparer de l'objet, en profitant de la dispute pour passer inaperçus. |                                              |                                                                 |                     |                     |                 |
|    |       | |                                              |                                                                 |                     |                     |                 |
| 65 | 18    | Comment le père Noël a volé Noël ! | How Santa Stole Christmas!                   | Jason Zurek                                                     | 23 décembre 2020    | 30 novembre 2020    | 319             |
| 65 | 18    | Scénario : Francisco Angones, Madison Bateman, Colleen Evanson, Christian Magalhaes et Bob Snow Mise en scène : Colleen Evanson |                                              |                                                                 |                     |                     |                 |
| 65 | 18    | Le soir de Noël, les Duck sécurisent le manoir pour empêcher l'arrivée du Père Noël qui a eu un différend avec Picsou autrefois. Alors que Riri, Fifi et Loulou contestent ce choix, ils sont interrompus par l'arrivée du fameux personnage. Ce dernier, qui a une jambe cassée, demande de l'aide à Picsou pour finir sa tournée. Celui-ci accepte à condition qu'il ne le dérange plus jamais. |                                              |                                                                 |                     |                     |                 |
|    |       | |                                              |                                                                 |                     |                     |                 |
| 66 | 19    | Le Roboticloud ! | Beaks in the Shell!                          | Jason Zurek                                                     | 28 avril 2021       | 22 février 2021     | 320             |
| 66 | 19    | Scénario : Francisco Angones, Madison Bateman, Colleen Evanson, Christian Magalhaes, Ben Siemon et Bob Snow Mise en scène : Ben Siemon |                                              |                                                                 |                     |                     |                 |
| 66 | 19    | Alors que Gérard fait croire qu'il poursuit Gandra Dee, il entretient en réalité une relation secrète avec elle. Ils travaillent ensemble sur l'élaboration d'un monde virtuel nommé "Roboticloud" (GizmoCloud en VO). Riri va découvrir accidentellement la vérité et sera horrifié de voir Gérard travailler avec une membre du F.OW.L. Cette dernière rassure Riri en lui indiquant qu'elle fait partie de l'organisation dans le seul but d'avoir les fonds nécessaires à son projet et lui demande de garder le secret. Malheureusement, d'autres oreilles se trouvent à proximité.                                           |                                              |                                                                 |                     |                     |                 |
|    |       | |                                              |                                                                 |                     |                     |                 |
| 67 | 20    | La cargaison perdue de Kit Cloudkicker ! | The Lost Cargo of Kit Cloudkicker!           | Tanner Johnson                                                  | 5 mai 2021          | 1 mars 2021         | 321             |
| 67 | 20    | Scénario : Francisco Angones, Madison Bateman, Colleen Evanson, Christian Magalhaes, Ben Siemon, Bob Snow et Tanner Johnson Mise en scène : Colleen Evanson et Tanner Johnson |                                              |                                                                 |                     |                     |                 |
| 67 | 20    | À la recherche de "La pierre de ce qui fut", relique citée dans le carnet de Finch, Della, Riri et Fifi vont à la rencontre de Kit Cloudkicker pour recueillir des informations. En effet ce dernier est pilote, il était chargé de livrer la pierre au F.O.W.L. mais a perdu sa cargaison à la suite d'une attaque de Don Karnage. Par la suite, l'équipe accompagné de Kit, prendra la direction de l'île où la pierre a été perdue. Mais Don Karnage, engagé par le F.O.W.L., ne va pas les laisser faire. |                                              |                                                                 |                     |                     |                 |
|    |       | |                                              |                                                                 |                     |                     |                 |
| 68 | 21    | La Vie et les Crimes de Picsou ! | The Life and Crimes of Scrooge McDuck!       | Matthew Humphreys                                               | 12 mai 2021         | 8 mars 2021         | 322             |
| 68 | 21    | Scénario : Francisco Angones, Madison Bateman, Colleen Evanson, Christian Magalhaes, Ben Siemon et Bob Snow Mise en scène : Bob Snow |                                              |                                                                 |                     |                     |                 |
| 68 | 21    | Alors que Loulou tente d'esquiver la responsabilité de son dernier stratagème qui a mal tourné, lui et Picsou sont convoqués au "tribunal karmique" pour que le milliardaire passe en jugement. C'est en fait Castor Major qui a provoqué cette entrevue, afin de se venger de Loulou qui l'a privé d'une partie de son héritage. En poursuivant Picsou, sous le prétexte qu'il a lui même créé ses ennemis, il espère le ruiner pour que ses neveux ne puissent pas toucher son héritage. |                                              |                                                                 |                     |                     |                 |
|    |       | |                                              |                                                                 |                     |                     |                 |
| 69 | 22    | La dernière Aventure ! Partie 1 : Les trois Zaza Partie 2 : La bibliothèque perdue Partie 3 : La fin de la bande ? | The Last Adventure!                          | Matthew Humphrey, Tanner Johnson, Matt Youngberg et Jason Zurek | 19 mai 2021         | 15 mars 2021        | 323324325       |
| 69 | 22    | Scénario : Francisco Angones, Madison Bateman, Colleen Evanson, Christian Magalhaes, Ben Siemon et Bob Snow Mise en scène : Francisco Angones, Madison Bateman, Christian Magalhaes, Ben Siemon et Bob Snow |                                              |                                                                 |                     |                     |                 |
| 69 | 22    | Sous la couverture de l'anniversaire de Zaza, la bande à Picsou va s'infiltrer dans la base du F.O.W.L. située sous Funzone. Alors que la base a été désertée, ils vont découvrir deux petites filles dans des cuves. En réalité, elles se nomment Lulu et Zizi et ont un code génétique étrangement similaire à celui de Zaza. Alors qu'elles sont ramenées au manoir, Riri va découvrir qu'elles sont en réalité des agentes du F.O.W.L. venues pour récupérer les trésors de Finch manquants et kidnapper Zaza. Elles vont emmener cette dernière à la Grande Bibliothèque d'Alexandrie où va se dérouler la bataille finale... |                                              |                                                                 |                     |                     |                 |
|    |       | |                                              |                                                                 |                     |                     |                 |

## Épisodes courts
| Titre français | Titre français                 | Titre original                 | Nb Épisodes | Diffusion originale | Diffusion originale |
| Titre français | Titre français                 | Titre original                 | Nb Épisodes | Début               | Fin                 |
| -------------- | ------------------------------ | ------------------------------ | ----------- | ------------------- | ------------------- |
|                | Bienvenue à Canardville        | Welcome to Duckburg!           | 6           | 9 Juin 2017         | 16 Juin 2017        |
|                | En cours                       | 30 Things                      | 4           | 1 Mai 2018          | 4 Mai 2018          |
|                | Le piège le plus long du monde | The World's Longest Deathtrap! | 5           | 27 Mai 2018         | 24 Juin 2018        |
|                | La Fifi Night                  | Dewey Dew-Night!               | 4           | 8 Juillet 2018      | 29 Juillet 2018     |
|                | En cours                       | Top 4 Favorites                | 5           | 23 Juillet 2019     | 25 août 2019        |
|                | En cours                       | Disney Random Rings            | 2           | 29 juin 2020        | 31 janvier 2021     |
|                | En cours                       | Chibi Tiny Tales               | 3           | 26 février 2021     | 14 mars 2021        |
|                | En cours                       | This Duckburg Life             | 7           | 29 mars 2021        | 10 mai 2021         |

### Bienvenue à Canardville
Diffusés sur la chaîne YouTube Disney XD avant le début de la série, les courts métrages de la mini-série Bienvenue à Canardville (Welcome to Duckburg! en VO) mettent en lumière plusieurs personnages de la bande.
| N° | Titre français | Titre original          | Réalisation | Diffusion originale |
| -- | -------------- | ----------------------- | ----------- | ------------------- |
| 1  | Donald         | Donald's Birthday       | En cours    | 9 juin 2017         |
| 2  | Picsou         | Meet Scrooge!           | En cours    | 9 juin 2017         |
| 3  | Riri           | Meet Huey!              | En cours    | 9 juin 2017         |
| 4  | Flagada        | Meet Launchpad McQuack! | En cours    | 16 juin 2017        |
| 5  | Mamie Baba     | Meet Mrs. Beakley!      | En cours    | 16 juin 2017        |
| 6  | Zaza           | Meet Webby Vanderquack! | En cours    | 16 juin 2017        |

### 30 Things
Reprenant une idée utilisée pour promouvoir le film Zombies de Disney Channel, ces courts métrages présentent les enfants de la bande (Riri, Zaza, Fifi et Loulou) énumérant trente choses qu'ils aiment.
| N° | Titre original       | Réalisation | Diffusion originale |
| -- | -------------------- | ----------- | ------------------- |
| 1  | 30 Things With Huey  | En cours    | 1er mai 2018        |
| 2  | 30 Things With Webby | En cours    | 2 mai 2018          |
| 3  | 30 Things With Dewey | En cours    | 3 mai 2018          |
| 4  | 30 Things With Louie | En cours    | 4 mai 2018          |

### Le piège le plus long du monde
La mini-série en cinq parties Le piège le plus long du monde (The World's Longest Deathtrap! en VO) voit Zaza et Fifi, puis Loulou, Flagada et Riri pris dans un piège mortel incroyablement lent.
| N° | Titre français                            | Titre original                        | Réalisation | Diffusion originale |
| -- | ----------------------------------------- | ------------------------------------- | ----------- | ------------------- |
| 1  | Le piège le plus long du monde - partie 1 | The World's Longest Deathtrap! Part 1 | En cours    | 27 mai 2018         |
| 2  | Le piège le plus long du monde - partie 2 | The World's Longest Deathtrap! Part 2 | En cours    | 3 juin 2018         |
| 3  | Le piège le plus long du monde - partie 3 | The World's Longest Deathtrap! Part 3 | En cours    | 10 juin 2018        |
| 4  | Le piège le plus long du monde - partie 4 | The World's Longest Deathtrap! Part 4 | En cours    | 17 juin 2018        |
| 5  | Le piège le plus long du monde - partie 5 | The World's Longest Deathtrap! Part 5 | En cours    | 24 juin 2018        |

### La Fifi Night
La mini-série La Fifi Night (Dewey Dew-Night! en VO) présente le talk show du même nom créé par Fifi. Une émission "faite maison", vue pour la première fois dans l'épisode La Journée de l'enfant unique (Day of the Only Child!).
| N° | Titre français                             | Titre original  | Réalisation    | Diffusion originale |
| -- | ------------------------------------------ | --------------- | -------------- | ------------------- |
| 1  | La Fifi Night : Zaza                       | The Sidekick    | Tanner Johnson | 8 juillet 2018      |
| 2  | La Fifi Night : Le destrier sans-tête      | The Interview   | Tanner Johnson | 15 juillet 2018     |
| 3  | La Fifi Night : Flagada et l'hydroglisseur | Will It Crash?! | Tanner Johnson | 22 juillet 2018     |
| 4  | La Fifi Night : extinction des feux        | Bedtime         | Tanner Johnson | 29 juillet 2018     |

### Top 4 Favorites
Dans ces épisodes courts Riri, Fifi, Loulou et Zaza font un classement par ordre de préférence d'objets ou d'animaux concernant différents sujets.
| N° | Titre original          | Réalisation | Diffusion originale |
| -- | ----------------------- | ----------- | ------------------- |
| 1  | Webby's Top 4 Disguises | En cours    | 23 juillet 2019     |
| 2  | Louie's Top 4 Treasures | En cours    | 30 juillet 2019     |
| 3  | Webby's Top 4 Monsters  | En cours    | 11 août 2019        |
| 4  | Huey's Top 4 Tech       | En cours    | 18 août 2019        |
| 5  | Dewey's Top 4 Quests    | En cours    | 25 août 2019        |

### Disney Random Rings
Reprenant une idée utilisée à l'origine pour la série Les Green à Big City, ces petites histoires mettent en scène des personnages de Disney Channel s’appelant les uns les autres.
| N° | Titre original          | Réalisation | Diffusion originale |
| -- | ----------------------- | ----------- | ------------------- |
| 17 | Baymax Helps Launchpad  | En cours    | 29 juin 2020        |
| 24 | Launchpad Calls Cricket | En cours    | 31 janvier 2021     |

### Chibi Tiny Tales
Ces courts métrages mettent en scène les personnages de la bande à Picsou dans des aventures humoristiques sans parole et en utilisant un graphisme Super deformed. Ces épisodes sont basés sur la mini-série Big Chibi 6 The Shorts issu du film Les Nouveaux Héros.
| N° | Titre original | Réalisation | Diffusion originale |
| -- | -------------- | ----------- | ------------------- |
| 1  | Mayan Mayhem   | En cours    | 26 février 2021     |
| 2  | Dime and Dash  | En cours    | 7 mars 2021         |
| 3  | Burrito Bash   | En cours    | 14 mars 2021        |

### This Duckburg Life
Il s'agit d'un podcast scénarisé en sept épisodes parodiant l'émission radiophonique américaine This American Life. Dans cette série, Riri anime une émission de radio Duckburg Public Radio où il raconte des histoires mettant en scène sa famille. Les acteurs principaux de la série reprennent leurs rôles.
| 1 | Adventure Calls | Sam Riegel | 29 mars 2021  |  |  |  |  |
| 1 | Scénario : Megan Gonzalez, Ben Siemon, Matt Youngberg, Francisco Angones, Suzanna Olson, Madison Bateman, Christian Maghales et Bob Snow |            |               |  |  |  |  |
| 1 | Ce podcast est raconté sous la forme de messages vocaux laissés sur le répondeur de Flagada. Alors qu'ils attendent Flagada, Fifi et Loulou sont kidnappés contre rançon par les Rapetou. |            |               |  |  |  |  |
|   | |            |               |  |  |  |  |
| 2 | Narratron 3000 | Sam Riegel | 5 avril 2021  |  |  |  |  |
| 2 | Scénario : Jenna Hicks, Megan Gonzalez, Ben Siemon, Matt Youngberg, Francisco Angones, Suzanna Olson, Madison Bateman, Christian Maghales et Bob Snow |            |               |  |  |  |  |
| 2 | Riri rencontre Géo pour une démonstration de sa dernière invention, le Narratron 3000, un appareil capable de lire dans les pensées. Malheureusement, la machine devient consciente et déclare vouloir conquérir le monde. |            |               |  |  |  |  |
|   | |            |               |  |  |  |  |
| 3 | Louie Sells Out | Sam Riegel | 12 avril 2021 |  |  |  |  |
| 3 | Scénario : Jenna Hicks, Megan Gonzalez, Ben Siemon, Matt Youngberg, Francisco Angones, Suzanna Olson, Madison Bateman, Christian Maghales, Bob Snow et David Wright |            |               |  |  |  |  |
| 3 | Alors que Riri anime une chronique, il est interrompu par Loulou voulant insérer plusieurs publicités dans une tentative éhontée de s'enrichir auprès des sponsors. |            |               |  |  |  |  |
|   | |            |               |  |  |  |  |
| 4 | Ghost Library | Sam Riegel | 19 avril 2021 |  |  |  |  |
| 4 | Scénario : Jenna Hicks, Ben Acker, Megan Gonzalez, Ben Siemon, Matt Youngberg, Francisco Angones, Suzanna Olson, Madison Bateman, Christian Maghales, Bob Snow et David Wright |            |               |  |  |  |  |
| 4 | La bande à Picsou va visiter une bibliothèque fantôme qui n'apparaît que pendant 13 minutes tous les 100 ans. Pour son podcast, Riri interviewe Miss Frappe à propos du fameux bâtiment. |            |               |  |  |  |  |
|   | |            |               |  |  |  |  |
| 5 | Framing of Flintheart Glomgold | Sam Riegel | 26 avril 2021 |  |  |  |  |
| 5 | Scénario : Jenna Hicks, Ben Acker, Megan Gonzalez, Ben Siemon, Jordan King, Matt Youngberg, Francisco Angones, Suzanna Olson, Madison Bateman, Christian Maghales, Bob Snow, David Wright, Ben Thomas et Carolyn Walch |            |               |  |  |  |  |
| 5 | Des requins se retrouvent mystérieusement dans le parc aquatique de Picsou. Gripsou se retrouve immédiatement inculpé pour ce sabotage. Riri reçoit un appel de ce dernier depuis la prison clamant son innocence et décide de mener l'enquête. |            |               |  |  |  |  |
|   | |            |               |  |  |  |  |
| 6 | Out to Lunch | Sam Riegel | 3 mai 2021    |  |  |  |  |
| 6 | Scénario : Jenna Hicks, Ben Acker, Megan Gonzalez, Ben Siemon, Jordan King, Matt Youngberg, Francisco Angones, Suzanna Olson, Madison Bateman, Christian Maghales, Bob Snow, Aaron Brown, Julia Pleshette, David Wright, Leona Beckett, Ben Thomas, Carolyn Walch et W. Stuart Jones |            |               |  |  |  |  |
| 6 | Riri décide de passer une journée avec Flagada pour connaître sa vie quotidienne. Ce dernier découvre que son restaurant de Burrito préféré a été remplacé par un service de restauration rapide de Sushi. |            |               |  |  |  |  |
|   | |            |               |  |  |  |  |
| 7 | Beagle Day | Sam Riegel | 10 mai 2021   |  |  |  |  |
| 7 | Scénario : Gino Guzzardo, Dan Siegel, Joe Crowley, Jenna Hicks, Ben Acker, Megan Gonzalez, Ben Siemon, Sam Riegel, Mark Kondracki, Jordan King, Ethan Grafton, Kayla Egan, Aaron Drown, Julia Pleasants, David Wright, Leonna Beckert, Dawn Connors, Carolyn Roach, Collette Weinberger, Tim Moen, W. Stuart Jones, John Royer et Shawn Lemonnier                                                     |            |               |  |  |  |  |
| 7 | Les Rapetou ont volé le chapeau haut de forme de Picsou, dans lequel se trouve l'acte de propriété de Canardville. Loulou et Zaza vont infiltrer la décharge des bandits pendant qu'ils célèbrent la journée du "Beagle Day" pour le récupérer. Pendant ce temps, Riri interroge le professeur Barksley, expert en Rapetou pour obtenir des informations sur les traditions de cette fameuse journée. |            |               |  |  |  |  |
|   | |            |               |  |  |  |  |